# Этнические группы в Сирии
Сирия является мульти-этнической страной, состоящей из нескольких групп.

## Этническая принадлежность, религиозная и национальная/идеологическая идентичность
Этнос и религия переплетаются в Сирии также, как и в других странах арабского мира, но в ней присутствуют внеконфессиональные, субэтнические и субрелигиозные политические идентичности, к примеру, сирийский национализм.

## Счёт этнических или религиозных групп
С переписи в 60-х подсчётов сирийцев о религии не было, равно как и любых официальных об этнической принадлежности или языке. В переписях 1943 и 1953 годов различные религии были подсчитаны отдельно друг от друга, например для каждой христианской деноминации. В 60-х христиане были подсчитаны вместе, тогда как мусульмане были так же подсчитаны отдельно совместно с суннитами, алавитами и друзами.

## Сирийцы и «иностранцы»
До начала гражданской войны, население Сирии оценочно составляло около 23 миллионов постоянных жителей, включая 1-1,5 миллиона иракских, 580 тысяч палестинских и неизвестное количество ливанских беженцев/ливано-сирийских лиц двойного гражданства.
Более 4 миллионов сирийцев и иностранных беженцев покинули страну во время гражданской войны.

## Этно-религиозные группы
Большинство сирийцев говорят на арабском языке, являются мусульманами-суннитами.
Существуют некоторые неточные оценки численности остальных групп. 
- Арабы-сунниты составляют около 60 %[5]
- Арабы-алавиты — более 15 %,
- Арабы-христиане — 9 %.[5]
- Арабы-друзы — 3 %.[5]
- Арабоязычные исмаилиты — 2 %
- курды в Сирии (2.8 млн.) — в 9 %.[5]
- Армяне в Сирии (100 тыс.) — 4 %. (Алеппо)[5]
- Ассирийцы, сирийские туркмены, сирийские евреи, черкесы, езиды — 1%